# Diocèse de Termoli-Larino

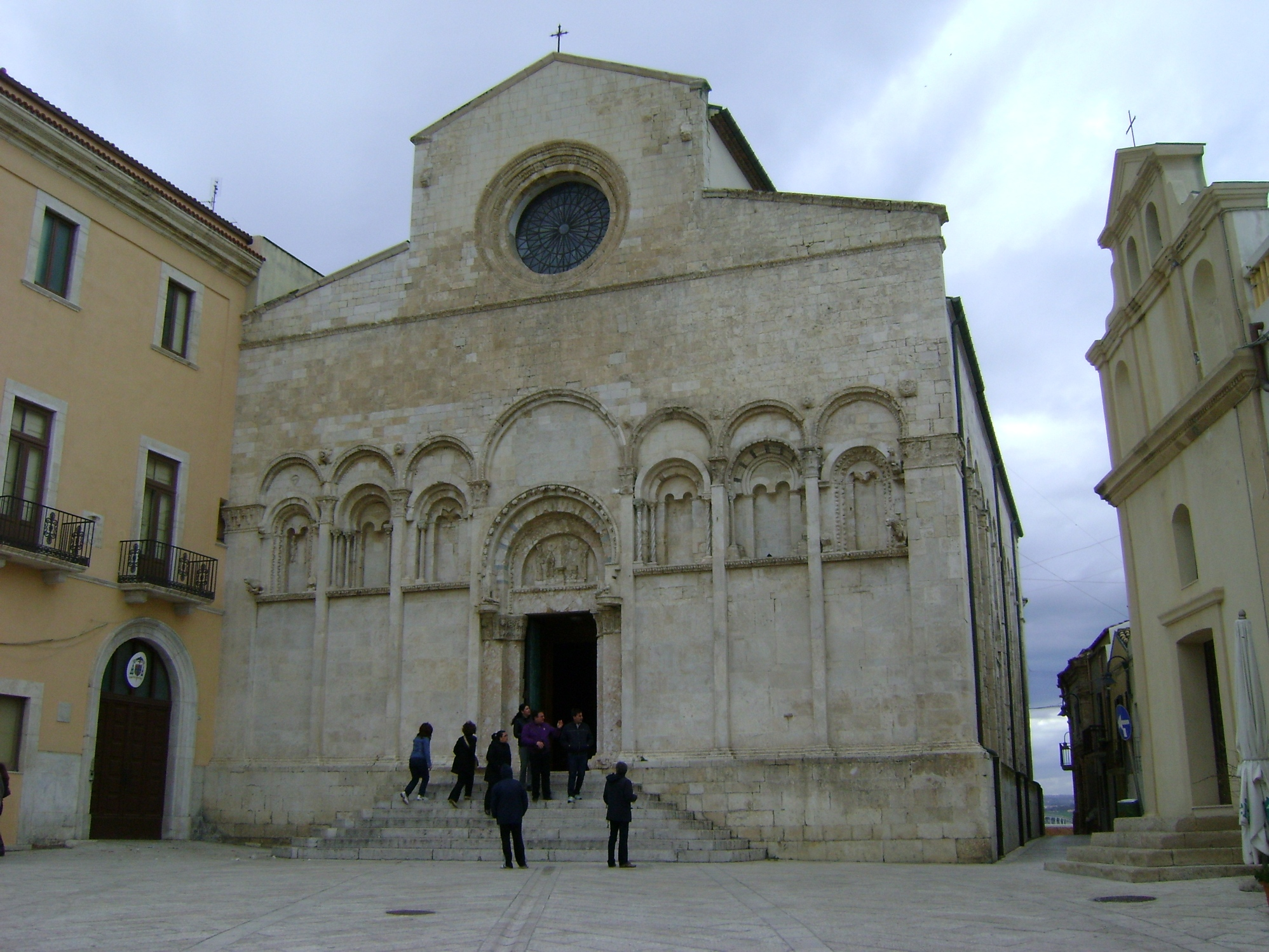
La Cathédrale Sainte Marie de la Purification à Termoli, Molise

Le diocèse de Termoli-Larino (en latin : Diœcesis Thermularum-Larinensis ; en italien : Diocesi di Termoli-Larino) est un diocèse de l'Église catholique en Italie, suffragant de l'archidiocèse de Campobasso-Boiano et appartenant à la région ecclésiastique d'Abruzzes-Molise.

## Territoire
Le diocèse est situé dans une partie de la province de Campobasso, l'autre partie de cette province est partagée entre le diocèse de Trivento et l'archidiocèse de Campobasso-Boiano, Termoli-Larino étant suffragant de ce dernier. Son territoire couvre 1424 km2 divisé en 51 paroisses et regroupées en 4 archidiaconés. Le siège épiscopal est à Termoli avec la cathédrale de Santa Maria della Purificazione ; à Larino se trouve la co-cathédrale de Saint-Pardo, témoin de l'ancien siège épiscopal dans cette ville.

## Histoire
Le diocèse actuel est né de l'union en 1986 du diocèse de Larino Ve siècle et du diocèse de Termoli érigé au Xe siècle.

### Histoire du diocèse de Larino
La date de fondation du diocèse de Larino est inconnue, le premier document qui atteste son existence date de la fin du Ve siècle. Le 1er évêque connu est Juste, destinataire d'une lettre du pape Gélase Ier (492-496) l'autorisant à consacrer à saint Michel Archange une église construite par les laïcs Priscillien et Felicien. Un deuxième évêque, Jean I, est crédité avec certitude, il reçoit une lettre du pape Pélage Ier (556-561) par laquelle le pontife lui ordonne de veiller à la bonne administration des monastères de Sannio et de Lucanie. il l'autorise à exclure les laïcs de leur gestion et d'en confier la tâche aux prêtres.
À partir du VIIe siècle, il n'y a plus de document sur Larino jusqu'à la bulle pontificale du pape Marin II émise en 943 où la ville apparaît parmi les possessions de l'Archidiocèse de Bénévent. Durant cette période l'Église de Larino est gouvernée par un prêtre, comme documenté par quelques décrets des princes Landolf II de Bénévent et Pandolf Tête de Fer de 952. Avec la bulle du 26 mai 969, le pape Jean XIII accorde à Landolf Ier (it) le titre d'archevêque, l'usage du pallium et la faculté de consacrer ses évêques suffragants dont celui de Larino.
À l'exception de la figure controversée de l'évêque Attone (ou Azzone), mentionnée dans les chroniques de Léon d'Ostie, les premiers évêques de Larino dont on connaît l'existence avec certitude n'apparaissent que dans la seconde moitié du XIe siècle : Jean II participe au synode provincial organisé par l'archevêque métropolitain Udalric de Benevent en 1061 ; Guillaume participe en 1071 à la consécration de la basilique du Mont Cassin et en 1089 au troisième concile de Melfi (it). L'évêque Ruggero di Larino témoigne, à la fin du XIe siècle, des miracles qui se seraient produits à Bénévent lors du passage des reliques de saint Nicolas de Myre. Parmi les évêques du XIIe siècle, il y a Théodald que l'on retrouve au synode de Larino en 1166 et son successeur Pierre, connu pour avoir participé au troisième concile du Latran en 1179. Le diocèse voit surgir de nombreux monastères, dont le plus important est le sanctuaire Sainte-Marie-de-la-Mer (it) sur l'île de San Nicola (Îles Tremiti).
Vers 1288, l'évêque Perrone (ou Pétrone) est suspendu de ses fonctions épiscopales et le siège est administré par plusieurs évêques : Saba , évêque de Mileto ; James, évêque de Malte ; Giovanni et Adinolfo, archevêques de Bénévent ; Angelo, ancien évêque de Fiesole ; et enfin Pasquale, ancien évêque de Cassano , qui à la mort de Perrone, est nommé évêque de Larino.
L'évêque Bélisaire Balduino (1555-1591) participe au concile de Trente ; à son retour, il fait une visite pastorale de son diocèse et, en janvier 1564, il ouvre un séminaire diocésain, le premier institué dans le monde catholique après la décision tridentine. Une autre grande figure est l'évêque Giovanni Tommaso Eustachio (1612-1616), homme de culture et de science, auteur de travaux théologiques, ascétiques et disciplinaires ; il visite plusieurs fois le diocèse et convoque un synode diocésain en 1615. L'évêque Persio Caracci (1631-1656) est responsable de la reconstruction du séminaire et du palais épiscopal ; il convoque le synode diocésain sept fois ; il restaure la chapelle de saint Pardo dans la cathédrale. L'évêque Carlo Maria Pianetti (1706-1725) fait peindre les effigies de ses prédécesseurs dans le palais épiscopal et reconstruit la cathédrale. L'évêque Giovanni Andrea Tria (it) (1726-1741), historien et théologien, est l'auteur des mémoires historiques, civils et ecclésiastiques de la ville et du diocèse de Larino, qu'il publie à Rome en 1744.
En 1938, les îles Tremiti sont séparées du diocèse de Larino et annexées à l'archidiocèse de Manfredonia-Vieste-San Giovanni Rotondo.

### Histoire du diocèse de Termoli
Les origines du diocèse de Termoli sont incertaines, il apparaît comme dépendant de l'archidiocèse de Bénévent dans la bulle du pape Agapet II qui excommunie en 946/947 l'évêque Benedetto, qui avait usurpé le siège de Termoli et les droits des évêques de Bénévent.
Par la bulle du 26 mai 969, le pape Jean XIII accorde à Landolf I le titre d'archevêque, l'usage du pallium et la faculté de consacrer ses évêques suffragants. Dans la bulle du 6 décembre 983 avec laquelle le pape Jean XIV confirme les dispositions de son prédécesseur, sont ajoutés d'autres évêques suffragants, en plus de ceux mentionnés en 969, y compris aussi Termoli. Dans un autre document pontifical de 1014, Termoli est explicitement mentionné comme un diocèse suffragant de Benevent.
La chronologie des évêques termolais est également incertaine. La tradition établit comme 1er évêque connu Sicone (ou Scio), qui aurait signé le décret pontifical de 969, dans lequel cependant celui de Termoli ne figure pas parmi les évêques suffragants de Bénévent. Les premiers évêques historiquement certains apparaissent seulement vers le milieu du XIe siècle : Amand, documenté dans une carte de 1051 ; et Niccolò, qui participe à la consécration de l'église abbatiale du Mont-Cassin en 1071.
Parmi les évêques de Termoli, on peut citer Federico Mezio (1602-1612), versé dans les langues anciennes, dont Cesare Baronio a utilisé les connaissances pour écrire ses annales ecclésiastiques (it).
Le 27 juin 1818, à la suite du concordat entre le Saint-Siège et le royaume des Deux-Siciles, le diocèse de Termoli s'agrandit, incorporant le territoire du diocèse supprimé de Guardialfiera (it) en vertu de la bulle De utiliori (it) du pape Pie VII.

### Termoli-Larino
De 1924 à 1960, les diocèses de Termoli et Larino sont unis in persona episcopi par l'évêque Oddo Bernacchia ; l'union est reprise le 12 juin 1970 avec la nomination de Pietro Santoro (1970-1979) puis de Cosmo Francesco Ruppi (1980-1986). Le 21 août 1976, en vertu de la bulle Ad apicem sacerdotalis du pape Paul VI, les diocèses de Termoli et de Larino font partie de la nouvelle province ecclésiastique de l'archidiocèse de Campobasso-Boiano. Le 30 septembre 1986, par le décret Instantibus votis de la congrégation pour les évêques, les diocèses de Termoli et de Larino sont unis et le diocèse qui en résulte prend son nom actuel.